# Батык (Молдова)
Батык (рум. Batîc) — село в Новоаненском районе Молдавии. Наряду с селом Джамана входит в состав коммуны Джамана.

## География
Село расположено на высоте 88 метров над уровнем моря.

## Население
По данным переписи населения 2004 года, в селе Батык проживает 32 человека (17 мужчин, 15 женщин).
Этнический состав села:
| Национальность | Число жителей | Процентный состав |
| -------------- | ------------- | ----------------- |
| молдаване      | 12            | 37.5              |
| украинцы       | 10            | 31.25             |
| русские        | 10            | 31.25             |
| Всего          | 32            | 100%              |